# Émile Magnien
Pour les articles homonymes, voir Magnien (homonymie).
Émile Magnien, né le 22 avril 1864 à Château-Chinon (Nièvre) et mort le 5 septembre 1937 à Metz-le-Comte (Nièvre), est un homme politique français.

## Biographie
Magistrat pendant de longues années, avec des passages dans les cabinets ministériels, il est élu sénateur de la Nièvre de 1924 à 1933, inscrit au groupe de la Gauche démocratique. Il est maire de Metz-le-Comte de 1929 à 1935 et conseiller général du canton de Tannay de 1910 à 1937.